# Banque centrale du Costa Rica
La Banque centrale du Costa Rica (en espagnol : Banco Central de Costa Rica) est la banque centrale, fondée en 1950, du Costa Rica.

## Histoire
À la suite de la promulgation de la loi 1130 du 28 janvier 1950, la banque centrale du Costa Rica est créée.
En juin 2014, à la suite des critiques de manque de transparence, le président de la BCCR refuse de dévoiler la stratégie financière de la banque.
En décembre 2015, la BCCR investit 40 millions $ dans la construction d'un nouveau bâtiment pour les équipes de supervision des affaires financières.